# Alessandro Plizzari
Alessandro Plizzari (Crema, Italia, 12 de marzo de 2000) es un futbolista italiano que juega de portero en el Delfino Pescara 1936 de la Serie B.

## Trayectoria

### Milan
Después de crecer en las categorías juveniles del Milan desde los 6 años; y de haberse consolidado como uno de los mejores talentos de la cantera (el primer jugador nacido en los 2000 en ser convocado a la Serie A), en la temporada 2016-2017 se incorporó al primer equipo. El 23 de diciembre de 2016 ganó, sin salir al campo, la Supercopa de Italia ante la Juventus.
El 4 de julio de 2017 fue cedido al Ternana de la Serie B. El 6 de agosto de 2017, con 17 años, debutó en la derrota ante el Trapani por 0-1, de Copa de Italia. Veinte días después debutó en Serie B, en el empate en casa ante el Empoli. Jugo 19 partidos en la liga, terminando último en la clasificación.
En la temporada 2018-19 regresa al Milan, donde ocupa el puesto de cuarto portero por detrás de Gianluigi Donnarumma, Pepe Reina y Antonio Donnarumma. En esa temporada no consigue ninguna presencia con el primer equipo.
El 1 de agosto de 2019 fue cedido al Livorno de la Serie B. Debutó el 5 de octubre de 2019 en la derrota ante el Chievo Verona. Hizo 21 apariciones en la Serie B, pero Livorno termina último en la clasificación y desciende a la Serie C.
El 21 de agosto de 2020 es cedido al Reggina, equipo recién ascendido a la Serie B. Solo consigue jugar 10 partidos y al final de la temporada regresa al Milán.
Comenzó la temporada 2021-22 como el tercer portero del AC Milan, por detrás de Mike Maignan y Ciprian Tătărușanu. El 29 de enero de 2022 se fue cedido al Lecce, de la Serie B, debutó el 12 de marzo, en el empate ante Brescia de la Serie B volviendo al campo tras más de catorce meses sin jugar. Jugo 3 partidos en el campeonato ganado la Serie B.

### Selección nacional
En 2016 con la selección sub-17 participa en el Europeo Sub-17.
En 2017, con 17 años, fue incluido en la selección sub-20 por el técnico Alberico Evani para el Mundial Sub-20 de Corea del Sur. Jugo únicamente en la final por el 3° lugar del campeonato mundial, contra Uruguay. Con la selección Sub-19 en julio de 2018 participó en el Europeo Sub-19, donde obtuvo el segundo puesto tras perder ante Portugal.
En 2019 fue convocado como portero titular para el Mundial Sub-20 de Polonia, finalizando en 4.º lugar.
Debutó en la selección sub-21 el 10 de septiembre de 2019, jugando como titular en el partido de clasificación ganado 5-0 ante Luxemburgo. En 2021 fue convocado para el Campeonato de Europa Sub-21, como segundo portero detrás de Marco Carnesecchi.

## Palmarés

### Títulos nacionales
| Título              | Club        | País   | Año  |
| ------------------- | ----------- | ------ | ---- |
| Supercopa de Italia | A. C. Milan | Italia | 2016 |
| Serie B             | U. S. Lecce | Italia | 2022 |

### Otros logros
| Logro                | Club                 | País   | Año  |
| -------------------- | -------------------- | ------ | ---- |
| Ascenso a la Serie B | Delfino Pescara 1936 | Italia | 2025 |